# Popee the Performer
Popee the Performer (ポピーザぱフォーマー) es un anime japonés animado en 3D CGI, creado por Ryuji Masuda, y su esposa Wakako Masuda. Fue transmitido entre 2000 y 2001. Adicionalmente, fue adaptado en una serie de manga creada por Masuda.

## Argumento
Ambientado en medio de un desierto, el anime sigue a tres personajes: Popee, Papi the clown, y Kedamono el lobo, ensayando sus presentaciones circenses. En cada episodio los ensayos salen mal y los personajes terminan intentando matarse entre sí al estilo de una payasada caricaturesca.

## Producción
Popee the Performer se emitió originalmente en 2000 a través de Kids Station, un canal de televisión japonesa. El anime fue creado por Ryuji Masuda y su esposa Wakako Masuda, y también hay una adaptación en manga creada por Wakako. Ryuji Masuda tuvo la idea de crear el anime para llenar un espacio de cinco minutos en Kids Station, contando con un presupuesto de 100.000 yenes al mes. Debido al bajo presupuesto, no tuvo actores de doblaje y se ambientó en un desierto para evitar escenas complejas. El anime contó con tres personas trabajando en él: Ryuji Masuda, Wakako Masuda, y un animador en 3D contratado de una empresa de videojuegos. La producción comenzó tres meses antes de que se emitiera. Un episodio mostraba a Popee jugando al «juego del cuchillo», lo que ocasiono que se prohibiera su transmisión por temor a que los niños imitaran al personaje.
Se tomaron varias alternativas para ahorrar mano de obra y costos de renderizado, como la reutilización de patrones y escenas. Las animaciones de cada episodio tardaron entre 9 y 13 días en producirse.

## Recepción
Popee the Performer ha sido descrito como «una burla retorcida de los programas infantiles» y una «serie oscura y desordenada» debido a su violencia y horror involuntario; el estilo visual también ha sido llamado «desagradable». Además, ha sido denominado como un «anime traumático» y un programa que «no debe buscarse en internet» en Japón. El anime fue elogiado por su atractivo cómico a pesar de su falta de diálogo.
Ha sido comparado con Looney Tunes y Tom y Jerry debido a su humor de comedia física, así como con The Amazing Digital Circus, por su humor negro.